# Алеска Даймонд
Алеска Даймонд (англ. Aleska Diamond), настоящее имя Эмеше Шафрань (венг. Sáfrány Emese, родилась 6 августа 1988 в Комло, Венгрия) — венгерская модель, воздушная гимнастка и порноактриса.

## Биография
Детство провела в деревне. Ещё обучаясь в школе, Алеска занималась актёрским мастерством и даже играла в школьном театре. В возрасте 15 лет она впервые появилась на телевидении, дав интервью венгерскому телеканалу в рамках кампании по борьбе против распространения наркотиков. Позднее работала телеведущей прогноза погоды.
Свою карьеру в порнофильмах она начала в 2007 году. Алеска всегда уделяла особое внимание гигиене перед съёмками: с её слов, однажды одна из её партнёрш по сцене не приняла соответствующие меры, вследствие чего Алеску после съёмок увезли в больницу с подозрением на отравление желудка. Для поддержания формы регулярно занимается акробатикой и гимнастикой на профессиональном уровне. Де-факто ушла из порноиндустрии в 2014 году.
В 2014 году Алеска участвовала в реалити-шоу «Celeb vagyok … ments ki innen!» (аналог американского шоу Survivor) на телеканале RTL Klub, в котором заняла 3-е место. В 2016 году под своим настоящим именем Эмеше приняла участие в чемпионате мира по воздушной гимнастике, прошедшем в Бухаресте; в том же году на чемпионате мира по эйр-пауэр-атлетике (англ. World Championship of Air Power Athletics) в Риге завоевала серебряную медаль в упражнениях с обручем.
В 2016 году Алеска стала героиней шоу рекордов «Drágám, add az életed!» на телеканале TV2: она сумела простоять на коленях своего партнёра 2 минуты 20 секунд.
Муж — Адам Хорняк. 20 июня 2021 года родила сына, которого назвала Нолен.

## Премии и номинации
| Год  | Премия        | Категория                                                              | Фильм | Результат |
| ---- | ------------- | ---------------------------------------------------------------------- | --- | --------- |
| 2011 | AVN           | Иностранная исполнительница года                                       | | Номинация |
| 2011 | Dorcel Vision | Лучшая международная актриса                                           | | Номинация |
| 2011 | Galaxy        | Предварительные номинанты Европы: Лучшая исполнительница женского пола | | Номинация |
| 2011 | Galaxy        | Предварительные номинанты Европы: Лучшая сцена                         | New Look Same Bitch                                                                                      | Номинация |
| 2011 | Galaxy        | Предварительные номинанты Америки: Лучшая сцена                        | Aleska Diamond Interracial                                                                               | Номинация |
| 2012 | Dorcel Vision | Лучшая международная актриса                                           | | Номинация |
| 2012 | Galaxy        | Предварительные номинанты Европы: Лучшая исполнительница               | | Номинация |
| 2012 | Orgazmik      | Лучшая исполнительница                                                 | | Номинация |
| 2012 | SHAFTA        | Иностранная исполнительница года                                       | | Номинация |
| 2012 | XBIZ          | Иностранная исполнительница года                                       | | Номинация |
| 2012 | AVN           | Иностранная исполнительница года                                       | н/д | Победа    |
| 2013 | AVN           | Лучшая сексуальная сцена в зарубежной постановке                       | Inglorious Bitches                                                                                       | Номинация |
| 2013 | AVN           | Иностранная исполнительница года                                       | н/д | Победа    |
| 2013 | XBIZ          | Иностранная исполнительница года                                       | н/д | Номинация |
| 2014 | AVN           | Лучшая сексуальная сцена в зарубежной постановке                       | The Ingenuous (вместе с Анной Полиной, Аниссой Кейт, Эйнджел Пиафф, Ритой, Таррой Уайт и Майком Анджело) | Победа    |
| 2014 | XBIZ          | Иностранная исполнительница года                                       | н/д | Номинация |